# Nabrzeże Pałacowe

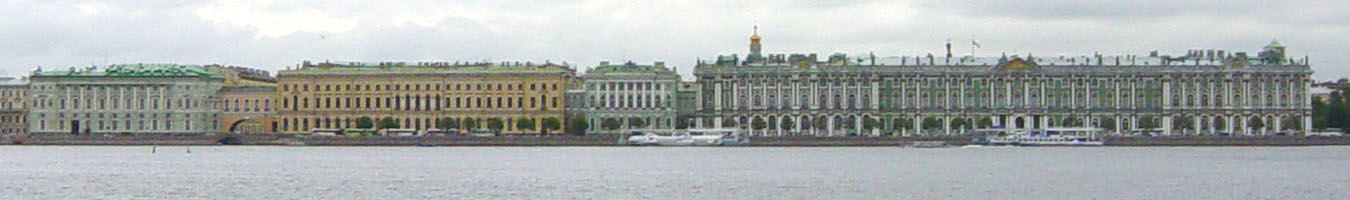
Kompleks budynków Muzeum Ermitażu (po prawej stronie Pałac Zimowy)

Nabrzeże Pałacowe (ros. Дворцовая набережная. pol. trans. Dworcowaja Nabiereżnaja) – reprezentacyjna ulica położona wzdłuż rzeki Newy w Sankt Petersburgu, przy której znajduje się wiele reprezentacyjnych budowli: m.in. kompleks budynków Ermitażu, w tym pałac Zimowy, Teatr Ermitażu oraz pałac Marmurowy. 

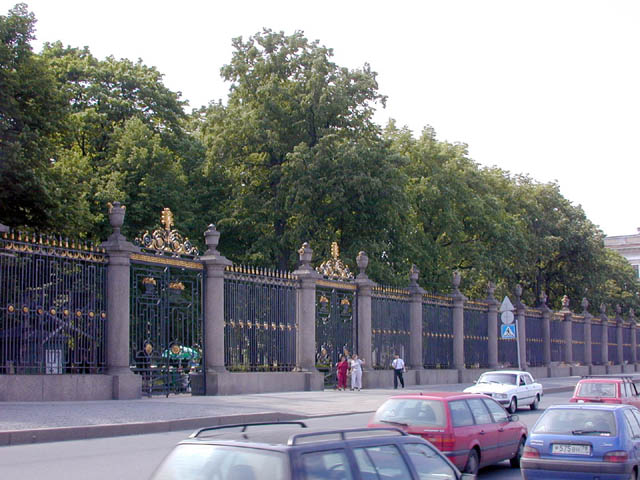
Ogród Letni - widok od strony Nabrzeża Pałacowego.

 Rozpoczyna się w okolicy Mostu Pałacowego, w miejscu gdzie Nabrzeże Admiralicji przechodzi w Nabrzeże Pałacowe, a kończy się przy ujściu rzeki Fontanki, przechodząc w Nabrzeże Kutuzowa. Ulica powstała w latach 1763–1767. Była wówczas miejscem zamieszkania wielu rodów szlacheckich Imperium Rosyjskiego. Z ulicą sąsiaduje również parkowy kompleks Ogrodu Letniego.
Obecnie Nabrzeże Pałacowe jest miejscem bardzo chętnie odwiedzanym przez turystów. Swoją popularność zawdzięcza pięknym widokiem na Newę, twierdzę Pietropawłowską i Wyspę Wasilijewską. Istnieje możliwość wynajęcia w tym miejscu wielu łodzi (statków) turystycznych. 